# Helmstedter Straße 7 (Magdeburg)

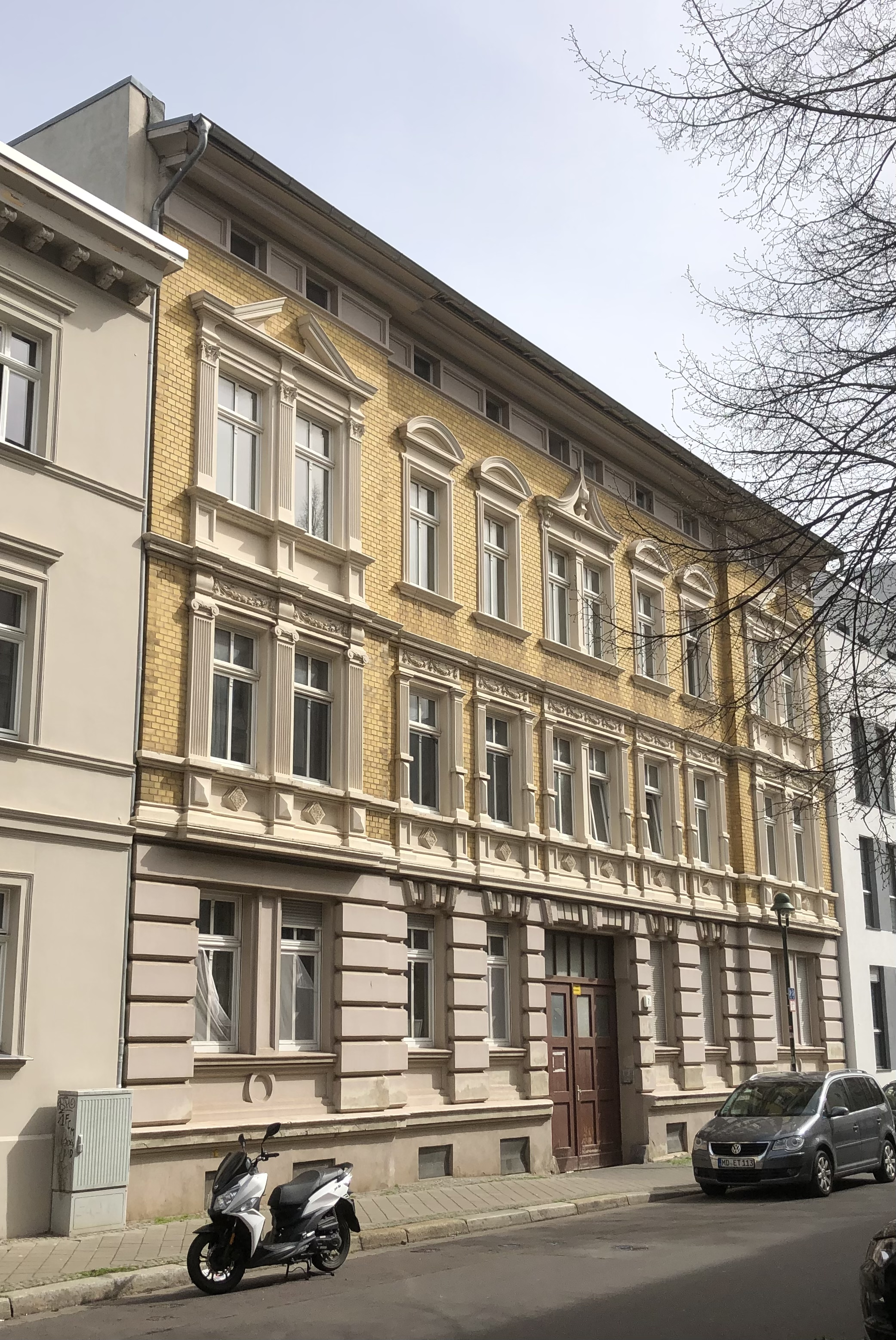
Haus Helmstedter Straße 7 im Jahr 2022

Helmstedter Straße 7 ist ein denkmalgeschütztes Wohnhaus im Magdeburger Stadtteil Sudenburg in Sachsen-Anhalt.

## Lage
Das Gebäude befindet sich auf der Ostseite der Helmstedter Straße und gehört auch zum Denkmalbereich Helmstedter Straße 5–13, 53–55, 57–61. Nördlich grenzt das gleichfalls denkmalgeschützte Haus Helmstedter Straße 8 an.

## Architektur und Geschichte
Das dreigeschossige verputzte Ziegelgebäude wurde im späten 19. Jahrhundert im Stil der Neorenaissance errichtet. Die zehnachsige Fassade weist im Erdgeschoss eine Rustizierung auf und ist horizontal durch profilierte Gesimse gegliedert. In den Brüstungsfeldern des ersten Obergeschosses befindet sich als Verzierung eine Diamantierung. Die Fensterverdachungen des zweiten Obergeschosses sind als Segmentbogengiebel oder gesprengte Dreiecksgiebel gestaltet. Die beiden äußeren Achsen sind auf jeder Seite als flache Risalite ausgebildet und im zweiten Obergeschoss mit einem zweiachsigen Sprenggiebel überspannt. Es bestehen als weitere Verzierungen Pilaster mit ionischer und korinthischer Ordnung sowie Stuck in Girlandenform. Das Dach kragt über einem Mezzaningeschoss deutlich vor.
Im örtlichen Denkmalverzeichnis ist das Wohnhaus unter der Erfassungsnummer 094 82043 als Baudenkmal verzeichnet.
Das Gebäude gilt als Bestandteil der gründerzeitlichen Straßenbebauung als städtebaulich und stadtgeschichtlich bedeutend.